# Ягунькино (Аликовский район)
Ягу́нькино (чув. Якунекасси) — деревня в Аликовском муниципальном округе Чувашской Республики. Входила в состав Яндобинского сельского поселения до его упразднения в 2022 году.

## Географическое положение
Ягунькино расположена в 47 км к югу от Чебоксар, в 20 км от райцентра, на правом берегу реки Сорма, высота над уровнем моря 105 м, ближайшая железнодорожная станция — Траки (на линии Чебоксары — Канаш) в 19 км. Ближайшие населенные пункты: Челкасы и Вурманкасы в 1 км, Пизенеры и Анаткасы — около 1,5 км, Тушкасы в 2,5 км.

## Население
| 2010 | 2012 |
| ---- | ---- |
| 160  | ↗200 |

Число дворов и жителей: в 1795 — 37 дворов; 1858 — 129 муж., 139 жен.; 1897 — 149 муж., 154 жен.; 1926 — 71 двор, 161 муж., 163 жен.; 1939 — 145 муж., 178 жен.; 1979 — 129 муж., 137 жен.; 2002 — 72 двора, 191 чел.: 93 муж., 98 жен.